# فدراسیون ملی کن‌دو ارمنستان
فدراسیون کن‌دو جمهوری ارمنستان (ارمنی: Հայաստանի ազգային քենդո ֆեդերացիա) که با نام فدراسیون کن‌دو ارمنستان نیز شناخته می‌شود، نهاد تنظیم‌کننده ورزش کن‌دو در ارمنستان می‌باشد که توسط کمیته المپیک ارمنستان اداره می‌شود و مقر آن در شهر ایروان واقع شده است.

## تاریخچه
کن‌دو کاران ارمنستان در مسابقات قهرمانی بین‌المللی کن‌دو شرکت می‌کنند، این فدراسیون همچنین میزبان مسابقات در سطح ملی نیز می‌باشد.
در اکتبر ۲۰۱۸، فدراسیون کن‌دو ارمنستان در جشنواره هنرهای رزمی که توسط سفارت ژاپن در ایروان برگزار شد، شرکت کرد.
در اوت ۲۰۱۹، این فدراسیون در هشتمین سمینار بین‌المللی کن‌دو که در تفلیس برگزار شد، شرکت کرد.